# West Stack
West Stack är en bergstopp i Antarktis. Den ligger i Östantarktis. Australien gör anspråk på området. Toppen på West Stack är 130 meter över havet.
Terrängen runt West Stack är platt. Havet är nära West Stack åt nordost. Trakten är obefolkad. Det finns inga samhällen i närheten.